# Особина 2
«Особина 2» (англ. «Species II») — американський фантастичний фільм жахів 1998 режисера Пітера Медака, продовження фільму 1995 року «Особина». Прем'єра фільму відбулася 10 квітня 1998 року.

## Сюжет
Під час висадки на Марс астронавти під керівництвом командира Патріка Росса, Енн Сампас і Денніса Гембла збирають зразки ґрунту. Коли зразки везуть на Землю, ґрунт розморожується та вивільняє чужорідну речовину, яка заражає астронавтів. Трійця повертається на Землю, Росс ігнорує карантинні заходи та займається сексом з двома жінками. На його жах, жінки переживають прискорену вагітність і помирають, народжуючи гібридів людини та прибульців. Росс переховує їх у віддаленому сараї свого батька. Знехтуваний дослідник Герман Кромвель безуспішно намагається попередити про загрозу, яку несуть астронавти.
Тим часом під наглядом військових дослідники на чолі з доктором Лаурою Бейкер створили більш слухняний клон Сіл, на ім'я Єва, намагаючись зрозуміти інопланетну форму життя та розробити засоби протидії іншим особинам, якщо вони з'являться. Перебуваючи в ізоляції та проходячи обстеження, Єва демонструє ознаки сильного фізіологічного збудження щоразу, коли Росс займається сексом. Росс проникає в лабораторію і вбиває доктора Орінські, який намагався зв'язатися з доктором Кромвелем щодо зразків крові астронавтів. Аналіз трупа показує наявність інопланетної ДНК, схожої на ДНК Єви, але відмінної від неї. Бейкер возз'єднується з колишнім колегою Престоном «Пресом» Ленноксом, щоб стримати нову загрозу та зв'язатися з Кромвелем. Як пояснює Кромвель, Марс став непридатний для життя через інопланетний вид.
Прес і Лаура знаходять Сампаса, коли вона займається сексом зі своїм чоловіком, але раптово вагітніє інопланетянином, який убиває Сампасів, перш ніж Прес і Бейкер знищують істоту. Після того, як урядові агенти визначили, що Гембл не заражений, той приєднується до Бейкера та Преса в їхній місії. Одночасно Росс прокидається та знаходить мертвою свою наречену, що народила ще одного гібрида. Нажаханий, він здійснює самогубство, але його чужорідна ДНК регенерує тіло і Росс цілком підкорюється інопланетним інстинктам.
Вчені активують інопланетну ДНК Єви, щоб вона могла телепатично стежити за Россом. Зрозумівши, що за ним стежать, Росс намагається проникнути в лабораторію та дістатися до Єви. Однак йому доводиться відступити через зусилля Лаури, Гембла і Преса. Пізніше Росс наказує своєму нащадку сформувати кокон, щоб вони могли досягти дорослої стадії розвитку і продовжити поширення гібридів. Після того, як Бейкер дізнається, що Гембл імунний до інопланетної інфекції через генетичне захворювання. Вона планує вбити Росса за допомогою ДНК Гембла.
Коли Єва тікає, щоб знайти Гембла, команда вистежує її в гнізді Росса, де гібриди спаровуються, поки їх не перериває Прес. Команда вбиває більшість нащадків Росса. Бейкер благає Єву допомогти їм, але Росс ранить її своїм язиком-щупальцем. Прес пронизує Росса вилами, вкритими кров'ю Росса, що миттєво вбиває гібрида. Поки військові прибувають задля супроводу команди, Єву завантажують у карету швидкої допомоги, де до неї приєднуються нащадки Росса, що залишилися, а її живіт швидко роздувається і з карети лунає крик.

## У ролях
| Актор              | Роль                                            |
| ------------------ | ----------------------------------------------- |
| Наташа Генстридж   | Єва                                             |
| Майкл Медсен       | Престон Ленокс                                  |
| Марг Гелгенбергер  | доктор Лора Бейкер                              |
| Джеймс Кромвелл    | сенатор Джадсон Росс                            |
| Майкелті Вільямсон | Гембл                                           |
| Джастін Лазард     | Патрік Росс                                     |
| Сара Вайнтер       | Меліса                                          |
| Джордж Дзундза     | полковник Картер Берджесс                       |
| Пітер Бойл         | доктор Герман Кромвелл (в титрах не зазначений) |

## Знімальна група
- Режисер — Пітер Медак
- Сценарист — Кріс Бренкето, Денніс Фельдман
- Продюсер — Френк Манкузо мл., Денніс Фельдман, Віккі Вільямс
- Композитор — Ед Шермур